# Talajszennyezés
A talajszennyezés a környezetszennyezés azon fajtája, melynek során az emberi tevékenység elsősorban a talaj minőségét rombolja. Habár a talaj szennyeződését elsősorban a szemét és a hulladéklerakók okozzák, áttételesen a  vízszennyezés is okozhatja a talaj minőségének romlását.

## Módjai
A talajszennyezés leggyakoribb forrásai a szemét- és hulladéklerakók. Ha nem tartják be a környezetvédelmi előírásokat, veszélyes anyagok (mérgek, nehézfémek) szivárognak a talajba.
A talaj számos élőlény élőhelye. A talajt főleg rovarirtó szerekkel, növényvédőszerekkel,  hulladékokkal, nitrogénnel és foszfortartalmú műtrágyákkal szennyezik.
A talajszennyezés fő forrásai az ólom, a kadmium, a higany, a cink és a hasonló típusú fémek bányászata, kohászata, finomítása, feldolgozása.
A talaj szennyezésének mellékhatása az, hogy a növények felszívják a szennyezést és rajtuk át mi is megesszük, így megbetegítheti különböző szerveinket.
A talaj szennyezését fokozzák az olyan események, mint a hulladéktárolók bezárása, az erdőirtás és az azzal járó talajerózió illetve az intenzív mezőgazdaság során alkalmazott növényvédő szerek és műtrágyák alkalmazása.